# Municipio de North Heidelberg
El municipio de North Heidelberg (en inglés: North Heidelberg Township) es un municipio ubicado en el condado de Berks en el estado estadounidense de Pensilvania. En el año 2000 tenía una población de 1.325 habitantes y una densidad poblacional de 38 personas por km².

## Geografía
El municipio de North Heidelberg se encuentra ubicado en las coordenadas 40°23′46″N 76°06′44″O / 40.39611, -76.11222.

## Demografía
Según la Oficina del Censo en 2000 los ingresos medios por hogar en la localidad eran de $56,648 y los ingresos medios por familia eran $62,727. Los hombres tenían unos ingresos medios de $41,667 frente a los $28,077 para las mujeres. La renta per cápita para la localidad era de $25,334. Alrededor del 1,7% de la población estaba por debajo del umbral de pobreza.